# Grigorij Posibiejew
Grigorij Andriejewicz Posibiejew (ros. Григорий Андреевич Посибеев, ur. 23 października 1935 we wsi Mari-Małmyż w obwodzie kirowskim, zm. 9 czerwca 2002 w Kingiseppie) – radziecki polityk.

## Życiorys
Maryjczyk, od 1959 aktywista Komsomołu i członek KPZR, 1960 ukończył Leningradzki Instytut Rolniczy. W 1972 zaocznie ukończył Wyższą Szkołę Partyjną przy KC KPZR, 1975-1981 sekretarz Leningradzkiego Komitetu Obwodowego KPZR, od 16 stycznia 1981 do 23 sierpnia 1991 I sekretarz Maryjskiego Komitetu Obwodowego KPZR. Od 26 kwietnia do 21 sierpnia 1990 przewodniczący Rady Najwyższej Maryjskiej ASRR, 1981-1990 zastępca członka, a 1990-1991 członek KC KPZR. Deputowany do Rady Najwyższej ZSRR 11 kadencji, deputowany ludowy ZSRR.